# العلاقات الأندورية الباكستانية
العلاقات الأندورية الباكستانية هي العلاقات الثنائية التي تجمع بين أندورا وباكستان.

## مقارنة بين البلدين
هذه مقارنة عامة ومرجعية للدولتين:
| وجه المقارنة                                              | أندورا                                                     | باكستان                     |
| --------------------------------------------------------- | ---------------------------------------------------------- | --------------------------- |
| المساحة (كم2)                                             | 468                                                        | 881.91 ألف                  |
| عدد السكان (نسمة)                                         | 76.18 ألف                                                  | 197.02 مليون                |
| الكثافة السكانية (ن./كم²)                                 | 16.28 ألف                                                  | 223.4                       |
| العاصمة                                                   | أندورا لا فيلا                                             | إسلام آباد                  |
| اللغة الرسمية                                             | اللغة الكتالونية                                           | لغة إنجليزية، اللغة الأردية |
| العملة                                                    | يورو                                                       | روبية باكستانية             |
| الناتج المحلي الإجمالي (بليون دولار)                      | 3.01 مليار                                                 | 304.95 مليار                |
| الناتج المحلي الإجمالي (تعادل القوة الشرائية) بليون دولار |                                                            | 946.67 مليار                |
| الناتج المحلي الإجمالي الاسمي للفرد دولار أمريكي          |                                                            | 1.43 ألف                    |
| الناتج المحلي الإجمالي للفرد دولار أمريكي                 |                                                            | 4.81 ألف                    |
| مؤشر التنمية البشرية                                      | 0.858                                                      | 0.538                       |
| رمز المكالمات الدولي                                      | +376                                                       | +92                         |
| رمز الإنترنت                                              | .ad                                                        | .pk                         |
| المنطقة الزمنية                                           | ت ع م+01:00، توقيت وسط أوروبا، ت ع م+02:00، أوروبا/أندورا ‏ | ت ع م+05:00                 |

## منظمات دولية مشتركة
يشترك البلدان في عضوية مجموعة من المنظمات الدولية، منها:
| علم المنظمة | اسم المنظمة                   | تاريخ انضمام أندورا | تاريخ انضمام باكستان |
| ----------- | ----------------------------- | ------------------- | -------------------- |
|             | منظمة الشرطة الجنائية الدولية | ?                   | ?                    |
|             | الأمم المتحدة                 | 28 يوليو 1993       | 30 سبتمبر 1947       |
|             | منظمة حظر الأسلحة الكيميائية  | ?                   | ?                    |
|             | يونسكو                        | 20 أكتوبر 1993      | 14 سبتمبر 1949       |
|             | الاتحاد الدولي للاتصالات      | 12 نوفمبر 1993      | 26 أغسطس 1947        |

## وصلات خارجية
- موقع وزارة الخارجية الأندورية
- موقع وزارة الخارجية الباكستانية